# Deputazione di Barcellona

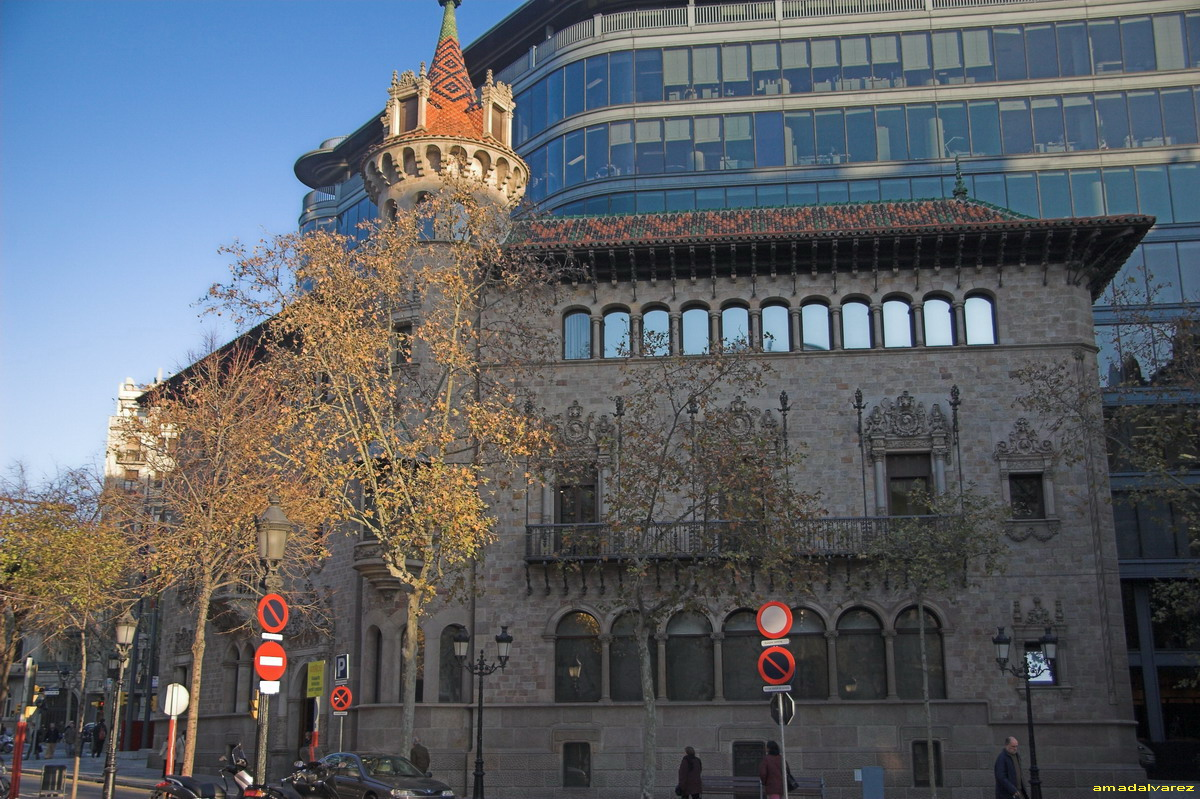
La sede della Diputació di Barcellona

La Deputazione di Barcellona è il consiglio provinciale della provincia di Barcellona. 
Eletto a suffragio ristretto dai sindaci e dai consiglieri comunale tramite sistema elettorale proporzionale applicato nei singoli partiti giudiziari, ossia l'equivalente dei cantoni francesi, si compone di 51 deputati ed è un'istituzione pubblica che offre servizi ai cittadini e supporto tecnico, economico e tecnologico ai municipi dei 311 comuni della provincia di Barcellona.
La Diputació venne creata nel 1836 in seguito alla suddivisione della Spagna in province e da allora ebbe competenza in materia di opere pubbliche, educazione, beneficenza, esercitando anche funzioni intermedie tra i comuni e l'amministrazione statale. Ha sede a Barcellona nella Casa Serra, al numero 126 della Rambla de Catalunya.
Dalla fine della dittatura franchista sono stati presidenti della Diputació: 
- Josep Tarradellas,
- Francesc Martí i Jusmet,
- Antoni Dalmau i Ribalta,
- Manel Royes i Vila,
- José Montilla,
- Celestino Corbacho Chaves,
- Antoni Fogué i Moya,
- Salvador Esteve i Figueras,
- Mercè Conesa i Pagès,
- L'attuale presidente è Marc Castells i Berzosa.